# 双河镇 (绥化市)
双河镇，是中华人民共和国黑龙江省绥化市北林区下辖的一个乡镇级行政单位。

## 行政区划
双河镇下辖以下地区：
杨树村、双河村、西南村、西北村、向阳村、斗胜村和永恒村。